# 咽頭後リンパ中心
咽頭後リンパ中心（いんとうこうリンパちゅうしん、英: retropharyngeal lymph center）とは内側咽頭後リンパ節群と外側咽頭後リンパ節群から構成されるリンパ中心。咽頭後リンパ中心の輸入リンパ管は頭部の深部領域からのリンパを受け取る。